# Épée d'Inariyama
L'épée en fer du tumulus funéraire d'Inariyama (稲荷山古墳出土鉄剣, inariyama kofun shutsudo tekken) ou 金錯銘鉄剣 (kinsakumei tekken) a été exhumée du kofun d'Inariyama (dans la préfecture de Saitama) en 1968. Des analyses aux rayons X effectuées en 1978 ont révélé une inscription en or incrusté de plus de cent quinze caractères chinois. Cette épée a été décrite comme la découverte du siècle pour l'étude de l'histoire du Japon ancien et désignée trésor national du Japon. 

## Inscription
L'inscription est la plus ancienne donnant des noms propres à avoir été retrouvée au Japon en dehors de textes présents sur des objets importés du continent ; elle utilise des caractères chinois pour leur valeur phonétique.
Inscription originale et traduction.
Face
« 辛亥年七月中記乎獲居臣上祖名意富比垝其児多加利足尼其児名弖已加利獲居其児名多加披次獲居其児名多沙鬼獲居、其児名半弖比 »
« Inscrite dans le septième mois lunaire de l'année xin-hai: Wo wakë omi: Le nom de [son] lointain ancêtre, Öpö piko; le nom de son enfant, Takari tsukunie; le nom de son enfant, Teyö kari wakë; le nom de son enfant, Takapatsï wakë; le nom de son enfant, Tasakï wakë; le nom de son enfant, Pandepi; »
Envers
« 其児名加差披余其児名乎獲居臣世々爲杖刀人首奉事來至今獲加多支鹵大王寺在斯鬼宮時吾左治天下令作此百練利刀記吾奉事根原也 »
« Le nom de son enfant, Katsapaya; le nom de son enfant, Wo wakë omi. De génération en génération, nous avons servi en tant que chefs des porte-glaives, jusqu'à l'heure actuelle. Lorsque la cour du grand roi Waka Takiru était dans le palais Siki, j'ai, en aidant à la gouvernance du royaume, été amené à forger cette longue et bien efficace épée, (qui) rappelle mes origines dans le service. »

## Interprétation
L'année xin-hai mentionnée est généralement interprétée au Japon comme se situant autour de 471, mais Seeley suggère que 531 est une date plus probable. La personne enterrée dans le tombeau, nommée Wowake, était un guerrier influent dans la région. On pense que le roi Waka Takiru de la transcription est la même personne que Ōhatsuse-wakatakeru-no-mikoto mentionnée dans le Nihon shoki, un alias de l'empereur Yūryaku. Le nom Waka Takiru est également apparemment mentionné sur une autre épée avec inscription, l'épée d'Eta Funayama.

## Sources
- (en) Christopher Seeley, A History of Writing in Japan, Leyde, Éditions Brill, 1991, 19-23 p. (ISBN 90-04-09081-9, lire en ligne)